# Warren Fraser
Warren Fraser (né le 8 juillet 1991 à Nassau) est un athlète des Bahamas, spécialiste du sprint.
Son record personnel est de 10 s 14 obtenu en juin 2014 à Nassau. Il détient le record national du relais 4 x 100 m avec ses coéquipiers en 38 s 52 obtenu lors des Jeux du Commonwealth à Glasgow en 2014.
En terminant 3e de la finale B des Relais mondiaux 2017 à Nassau, il permet à son équipe de se qualifier parmi les huit finalistes des Championnats du monde 2017 à Londres, trois relais n'ayant pas achevé la finale A.